# Balakot (Népal)
Balakot (en népalais : बालाकोट) est un comité de développement villageois du Népal situé dans le district de Parbat. Au recensement de 2011, il comptait 1 313 habitants.